# Drosophila dracaenae
Drosophila dracaenae är en tvåvingeart som beskrevs av Elmo Hardy 1965. Drosophila dracaenae ingår i släktet Drosophila och familjen daggflugor.
Artens utbredningsområde är Hawaii.